# In the Modern World
In the Modern World is een nummer van de Ierse postpunkband Fontaines D.C. uit 2024. Het is de vierde single van hun vierde studioalbum Romance.

## Achtergrondinformatie
Frontman Grian Chatten vertelde in een interview met Vogue dat hij het nummer altijd al wilde schrijven maar niet wist hoe. Hij noemt deze track dan ook zijn favoriet van het album. Chatten wilde graag een nummer maken waarop Lana Del Rey zou kunnen zingen. Hij schreef het nummer tijdens een "onverklaarbare" periode van 10 dagen die hij alleen in Los Angeles doorbracht. De tekst gaat over het bestaan en romantiek in deze tijden.
"In the Modern World" bereikte de 34e positie in Ierland, het thuisland van Fontaines D.C. De Nederlandse Top 40 of Tipparade werden niet gehaald, maar in de Verrukkelijke 15 van NPO Radio 2 werd echter de eerste positie gehaald. Ook werd het nummer 3FM Megahit en NPO Radio 2 TopSong.

## Tracklijst
Muziekdownload
1. "In the Modern World" - 4:26